# Équipe cycliste La Perle-Hutchinson
 (mai 2017).
Si vous disposez d'ouvrages ou d'articles de référence ou si vous connaissez des sites web de qualité traitant du thème abordé ici, merci de compléter l'article en donnant les références utiles à sa vérifiabilité et en les liant à la section « Notes et références ».
L'équipe cycliste La Perle-Hutchinson est une équipe cycliste française de cyclisme professionnel sur route, créée en 1934 et disparue à l'issue de la saison 1957. Elle porte le nom de La Perle-Hutchinson entre 1934 et 1955, La Perle-Coupry-Hutchinson en 1956, Coupry-La Perle-Hutchinson en 1957 et Coupry-Margnat en 1958 et 1959.
En 1960, elle fusionne avec la formation Rochet-Margnat-BP-Dunlop pour devenir l'équipe Rochet-Margnat.

## Effectifs

### 1954
| Effectif 1954             | Effectif 1954     | Effectif 1954 | Effectif 1954     |
| Cycliste                  | Date de naissance | Pays          | Équipe précédente |
| ------------------------- | ----------------- | ------------- | ----------------- |
| André Darrigade           | 24 avril 1929     | France        |                   |
| Jacques Anquetil          | 8 janvier 1934    | France        |                   |
| Siro Bianchi              | 23 août 1924      | France        |                   |
| Louis Bisilliat           | 25 février 1931   | France        |                   |
| Maurice Carpentier        | 22 juin 1921      | France        |                   |
| Maurice Diot              | 13 juin 1922      | France        |                   |
| Lucien Gillen             | 7 octobre 1928    | Luxembourg    |                   |
| Roger Godeau              | 21 septembre 1920 | France        |                   |
| Raymond Goussot           | 31 mars 1922      | France        |                   |
| Ange Le Strat             | 18 février 1918   | France        |                   |
| Jean Lerda                | 28 septembre 1929 | France        |                   |
| Georges Meunier           | 9 mai 1925        | France        |                   |
| Pierre Michel             | 16 novembre 1929  | France        |                   |
| Marcel Molinès            | 22 décembre 1928  | France        |                   |
| Miguel Poblet             | 18 mars 1928      | Espagne       |                   |
| Bernardo Ruiz             | 8 janvier 1925    | Espagne       |                   |
| Francis Siguenza          | 30 novembre 1930  | France        |                   |
| Jean Thaurin              | 20 juillet 1931   | France        |                   |
|                           |                   |               |                   |
| Source : Cycling Archives |                   |               |                   |